# 大萼党参
大萼党参（学名：Codonopsis macrocalyx）是桔梗科党参属的植物。分布于缅甸以及中国大陆的西藏、云南、四川等地，生长于海拔2,800米至3,700米的地区，一般生长在山地草坡、沟边、林边以及灌丛中。其的根、皮、叶可以入药，有补脾胃、益气血和生津止渴的功效。